# Mostafa Hamed
Mostafa Hamed es un deportista egipcio que compitió en levantamiento de potencia adaptado. Ganó tres medallas en los Juegos Paralímpicos de Verano entre los años 1996 y 2004.

## Palmarés internacional
| Juegos Paralímpicos | Juegos Paralímpicos      | Juegos Paralímpicos | Juegos Paralímpicos |
| Año                 | Lugar                    | Medalla             | Categoría           |
| ------------------- | ------------------------ | ------------------- | ------------------- |
| 1996                | Atlanta (Estados Unidos) | Medalla de plata    | –82,5 kg            |
| 2000                | Sídney (Australia)       | Medalla de bronce   | –82,5 kg            |
| 2004                | Atenas (Grecia)          | Medalla de plata    | –82,5 kg            |